# Hon za svobodou
Hon za svobodou (anglicky Chasing Liberty) je americký rodinný film z roku 2004 režírovaný Andym Cadiffem. Některé části filmu byly natočeny v Praze, nebo na Zvíkově.

## Děj
Anna Fosterová je dcera prezidenta Spojených států amerických Jamese Fostera. Jde o nejstřeženější dívku ve Spojených státech, jedná se o první dceru. Kvůli tomu nikdy neměla normální život. Když je s otcem na cestě po Evropě, navrhne svému otci dohodu, že s ní na koncert v Praze půjdou pouze dva agenti. Její otec ale svůj slib nesplní, Anna se naštve a uteče s Benem Calderem, kterého potká nedaleko klubu. Spolu jedou do Berlína na Love Parade. Anna Benovi neprozradí, kdo vlastně je, stejně tak jí to o sobě neřekne ani Ben. Spolu pak cestují po Evropě.

## Obsazení
| Mandy Moore                                           | Anna Foster                    |
| Stark Sands                                           | Grant Hillman                  |
| Mark Harmon                                           | prezident James Foster         |
| Caroline Goodall                                      | Michelle Foster                |
| Annabella Sciorra                                     | Cynthia Morales                |
| Jeremy Piven                                          | Alan Weiss                     |
| Beatrice Rosen                                        | Gabrielle                      |
| Tony Jayawardena                                      | ochrana Bílého domu            |
| Jan Goodman                                           | poradce pro národní bezpečnost |
| Garrick Hagon                                         | státní sekretář                |
| Lewis Hancock                                         | tiskový mluvčí                 |
| Matthew Goode                                         | Ben Calder                     |
| Miriam Margolyes                                      | Maria                          |
| Sam Ellis                                             | Phil                           |
| Terence Maynard                                       | Harper                         |
| Martin Hancock                                        | McGruff                        |
| Zac Benoir                                            | předseda sboru náčelníků štábů |
| Robert Ashe                                           | Chief of Staff                 |
| Briony Glassco                                        | Photo Mother                   |
| Lily Tello                                            | Photo Daughter 1               |
| Tyla Barnfield                                        | Photo Daughter 2               |
| František Černý                                       | člen skupiny Marquise de Sade  |
| Milan Cimfe                                           | člen skupiny Marquise de Sade  |
| Pavel Karlík                                          | člen skupiny Marquise de Sade  |
| The Roots                                             | The Roots (sami sebe)          |
| Jeremy Healy                                          | Jeremy Healy (sám sebe)        |
| Brian Caspe                                           | agent v klubu                  |
| Jan Kuželka                                           | zemědělec                      |
| Jan Vosmík                                            | první syn zemědělce            |
| Jan Pavel Filipenský                                  | druhý syn zemědělce            |
| Lucie Lišková                                         | opilá dívka v baru             |
| Marek Vašut                                           | opilý muž v baru               |
| Adrian Bouchet                                        | Gus Gus                        |
| Petr Vaněk                                            | Gen X-er #1                    |
| David Máj                                             | Gen X-er #2                    |
| Maurizio Dal Corso                                    | italský číšník                 |
| Joseph Long                                           | Eugenio                        |
| Zdenek Hamovz (v titulcích uveden jako Zdenek Hamouz) | Weissův nový partner           |
| Nial Iskhakov                                         | rakouské dítě                  |
| Joel Sugerman                                         | divák na řece                  |
| Petr Meissel                                          | muž na vlakové zastávce        |
| Duke Faeger (v titulcích uveden jako Dusan Fager)     | Partier #1                     |
| Dennison Betram                                       | Partier #2                     |